# Sesostris (Wesir)
Sesostris war ein altägyptischer Wesir, der unter Sesostris I. und Amenemhet II. amtierte.

## Belege
Sesostris ist von einer Stele aus Abydos bekannt, die in das achte Regierungsjahr von Amenemhet II. datiert ist. Er wird im Grab des Amenemhet in Beni Hasan erwähnt, wo er mit dem Gaufürsten zusammen im Auftrag des Königs nach Koptos unterwegs war. Die Inschrift datiert in das 43. Regierungsjahr von Sesostris I.
Da Sesostris den Namen von König Sesostris I. trägt, kann mit aller gebotenen Vorsicht vermutet werden, dass er unter diesem Herrscher geboren wurde. Er war am Beginn seiner Karriere demnach nicht viel älter als etwa 40 Jahre. Sesostris wurde wahrscheinlich in el-Lischt begraben. Dort fand sich eine Mastaba (Nr. 758), die einem Sesostris gehörte. Der Bau war sehr zerstört und nur kleinste Relieffragmente sind erhalten. Die Zuschreibung ist nicht vollkommen sicher. Die eigentliche Mastaba war etwa 12 × 26 m groß. Sie hatte wahrscheinlich einen Innenhof mit Säulen, doch war es den Ausgräbern nicht mehr möglich einen Plan zu rekonstruieren. Die Mastaba war von einer Mauer umgeben, die eine Einfriedung von 30,4 × 35,8 m ergab. Im Grabkomplex fand sich die spätere Bestattung der Senebtisi.

## Seine Titel
Sesostris führt die Rangtitel Mitglied der Elite, Vorderster an Aktion, Königlicher Siegler (Ḫtm.tj-bjtj = Chetemti-biti), und Einzig(artig)er Freund (Smḥr-w ˁ.tj = Semher-wati). Daneben führt er noch die typischen Titel eines Wesirs: Vorsteher der Stadt, der vom Vorhang, Beamter und Wesir.